# José Simões de Almeida (Sobrinho)
José Simões de Almeida ou Simões de Almeida (Sobrinho) (Figueiró dos Vinhos, Figueiró dos Vinhos, 17 de junho de 1880 – São Sebastião da Pedreira, Lisboa, 2 de março de 1950) foi um escultor português. Seguiu a escola naturalista.
Era sobrinho do escultor homónimo, José Simões de Almeida Júnior, seu padrinho de batismo.

## Biografia
Filho do proprietário Joaquim Simões de Almeida Fidalgo, natural de Figueiró dos Vinhos, e de Augusta da Conceição Almeida, doméstica, natural de Lisboa (freguesia das Mercês), nasceu em 17 de Junho de 1880, em Figueiró dos Vinhos.
Em 1893 inscreveu-se no Curso Geral de Desenho da Escola de Belas-Artes de Lisboa, onde mais tarde viria a ser professor, influenciando várias gerações de novos artistas. A partir de 1897 frequentou o curso de Escultura dessa mesma escola, tendo sido aluno de José Simões de Almeida (tio). Depois de terminado o curso concorreu ao lugar de bolseiro por conta do Legado Valmor, fixando-se em Paris entre 1904 e 1907.
A 4 de setembro de 1922, casou civilmente em Lisboa com Margarida Borges de Alcântara (Conceição, Ribeira Grande, c. 1891), doméstica, filha do juiz António Borges de Alcântara, natural de Oliveira do Hospital (freguesia de Lagares), e da proprietária Maria Isabel Cabido Gomes de Alcântara, natural da Ribeira Grande.

Esculpiu bustos e monumentos. Uma das suas primeiras obras foi a estátua de Bento de Góis, para Vila Franca do Campo, na Ilha de São Miguel, inaugurada em 1906 e removida em 1963. A sua prova final de concurso na Escola Superior de Belas-Artes de Lisboa, a estátua do Infante D. Henrique, realizada em 1915, seria passada ao mármore e oferecida a São Miguel, em 1932, sendo inaugurada também em Vila Franca do Campo, de maneira a comemorar o 5.º centenário do então julgado descobrimento dos Açores. 

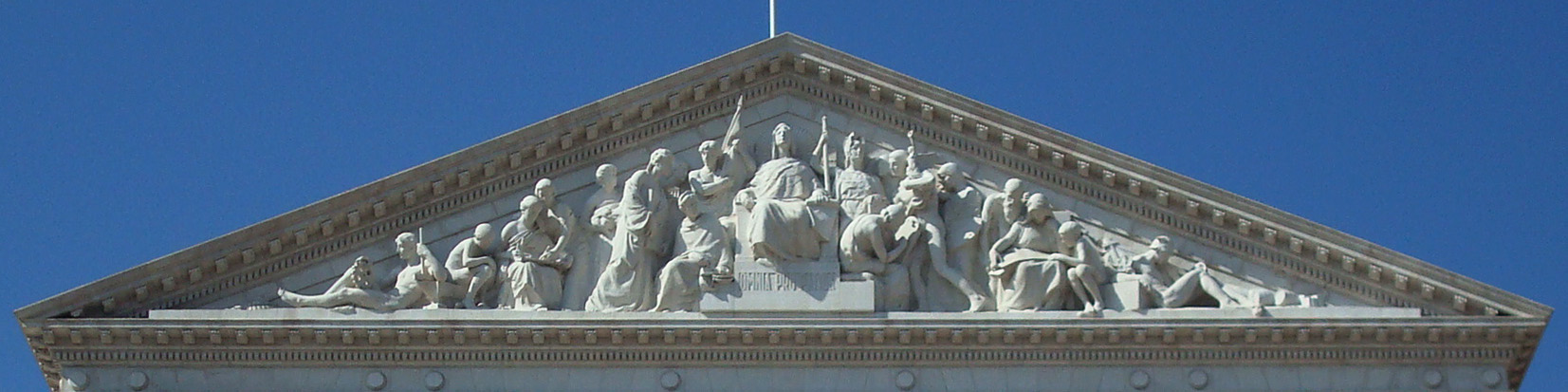
O tímpano do frontão do Palácio de S. Bento, Lisboa.

Para o Palácio de São Bento executou o busto oficial da República Portuguesa e o tímpano do front̃ão do edifício. É o autor do baixo-relevo sobre a implantação da República em Portugal, patente na escadaria nobre da Câmara Municipal de Lisboa, dos baixo-relevos do Monumento ao Marquês de Pombal (Lisboa) — um projecto original de Francisco dos Santos que seria terminado por Simões de Almeida e Leopoldo de Almeida depois da morte de Francisco dos Santos —, e dos seis baixos-relevos alusivos à dança no Palace Clube, atual Palácio do Comércio da Associação Comercial de Lisboa.
É autor dos bustos do Duque de Ávila e Bolama, de Fontes Pereira de Melo, bem como as alegorias à Constituição e à Justiça (no interior do Palácio de S. Bento), e das estátuas "Relembrando" e "Escrava", ambas atualmente no Museu do Chiado, em Lisboa.
Possui várias condecorações entre as quais a Ordem de Santiago de Espada.
Morreu a 2 de março de 1950, em sua casa, na Avenida Elias Garcia, n.º 75, 3.º andar, freguesia de S. Sebastião da Pedreira, em Lisboa, aos 69 anos, vítima de broncopneumonia.

## Galeria

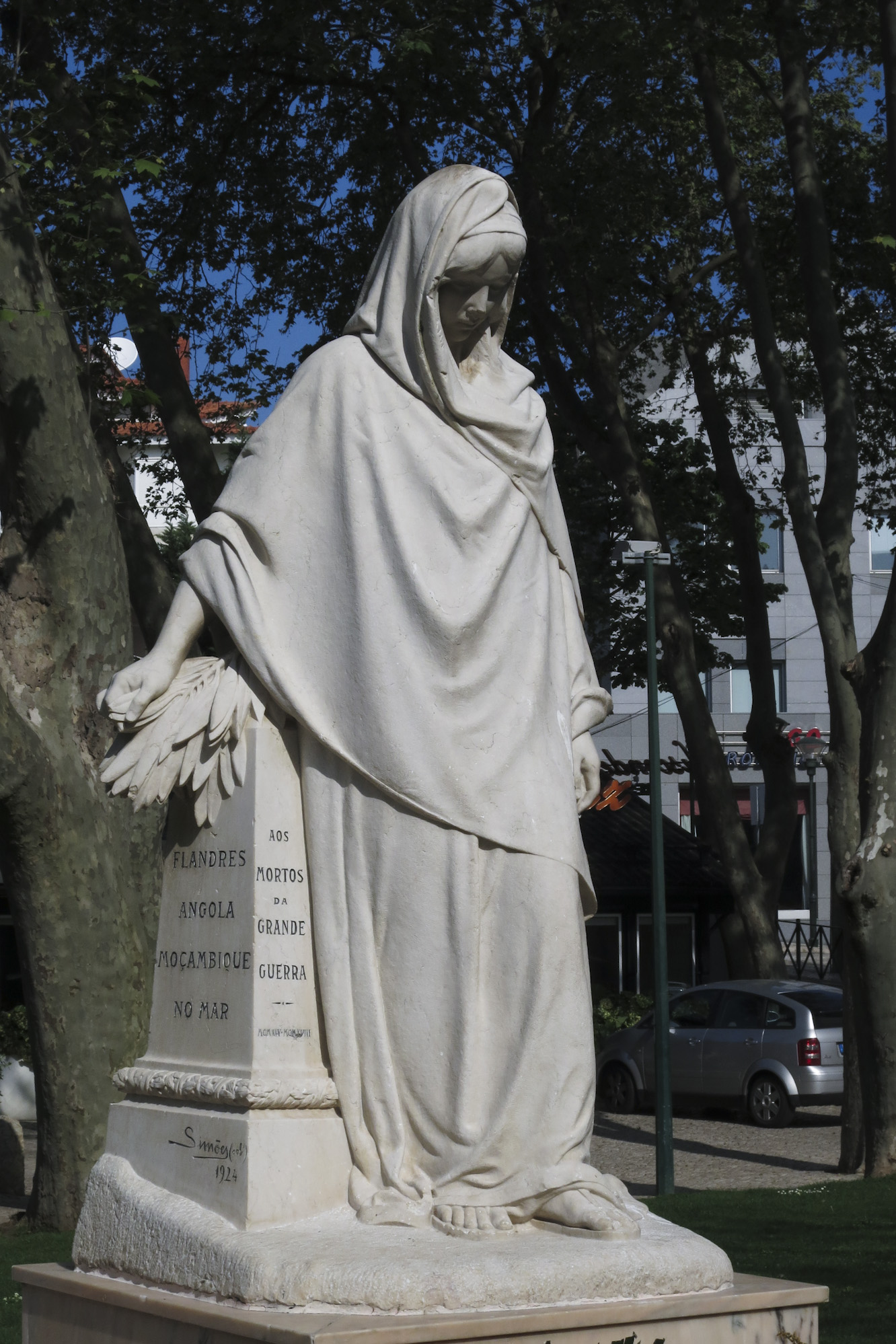
Aos mortos da Grande Guerra, 1924, Cascais
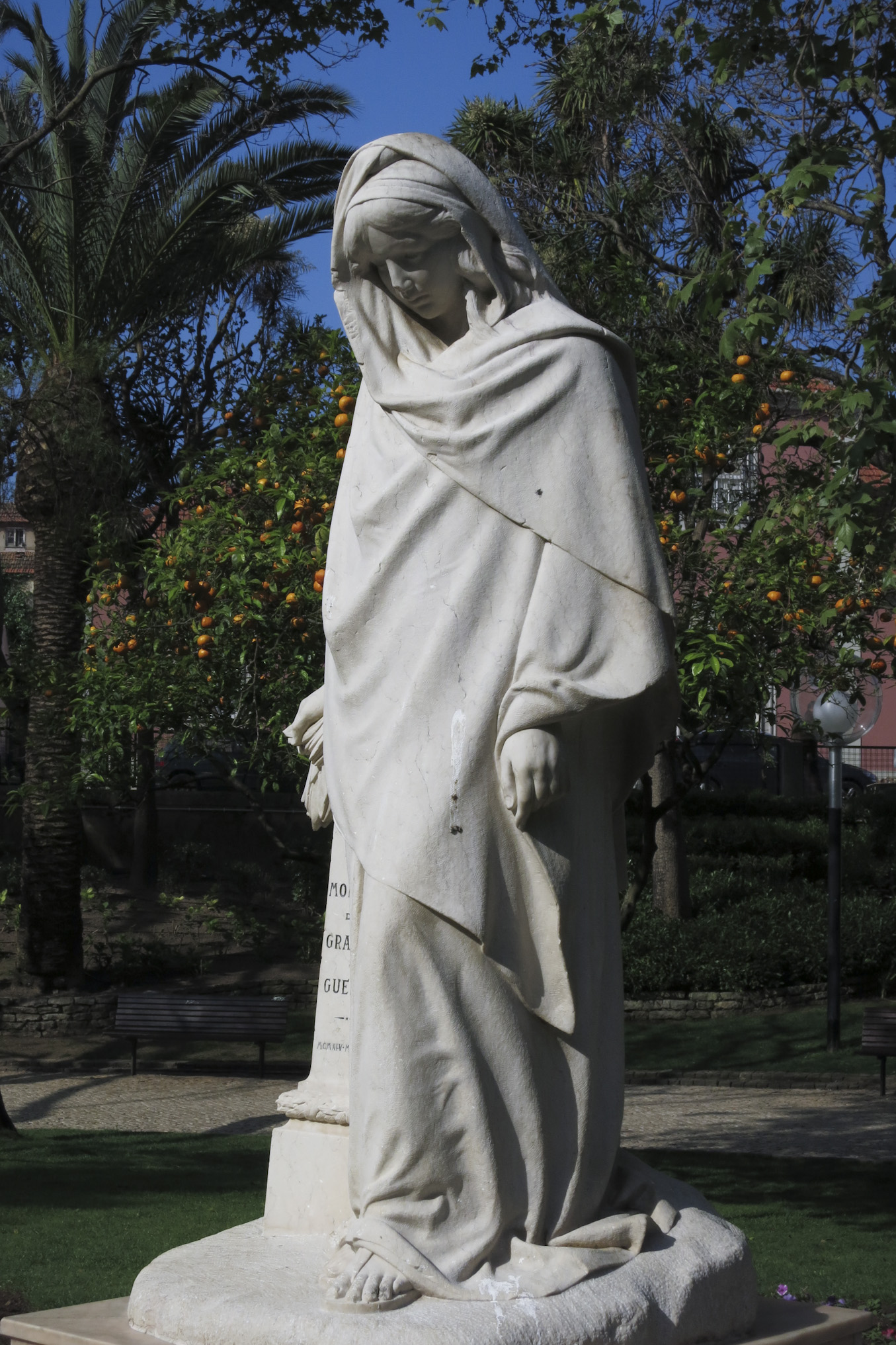
Aos mortos da Grande Guerra, 1924, Cascais
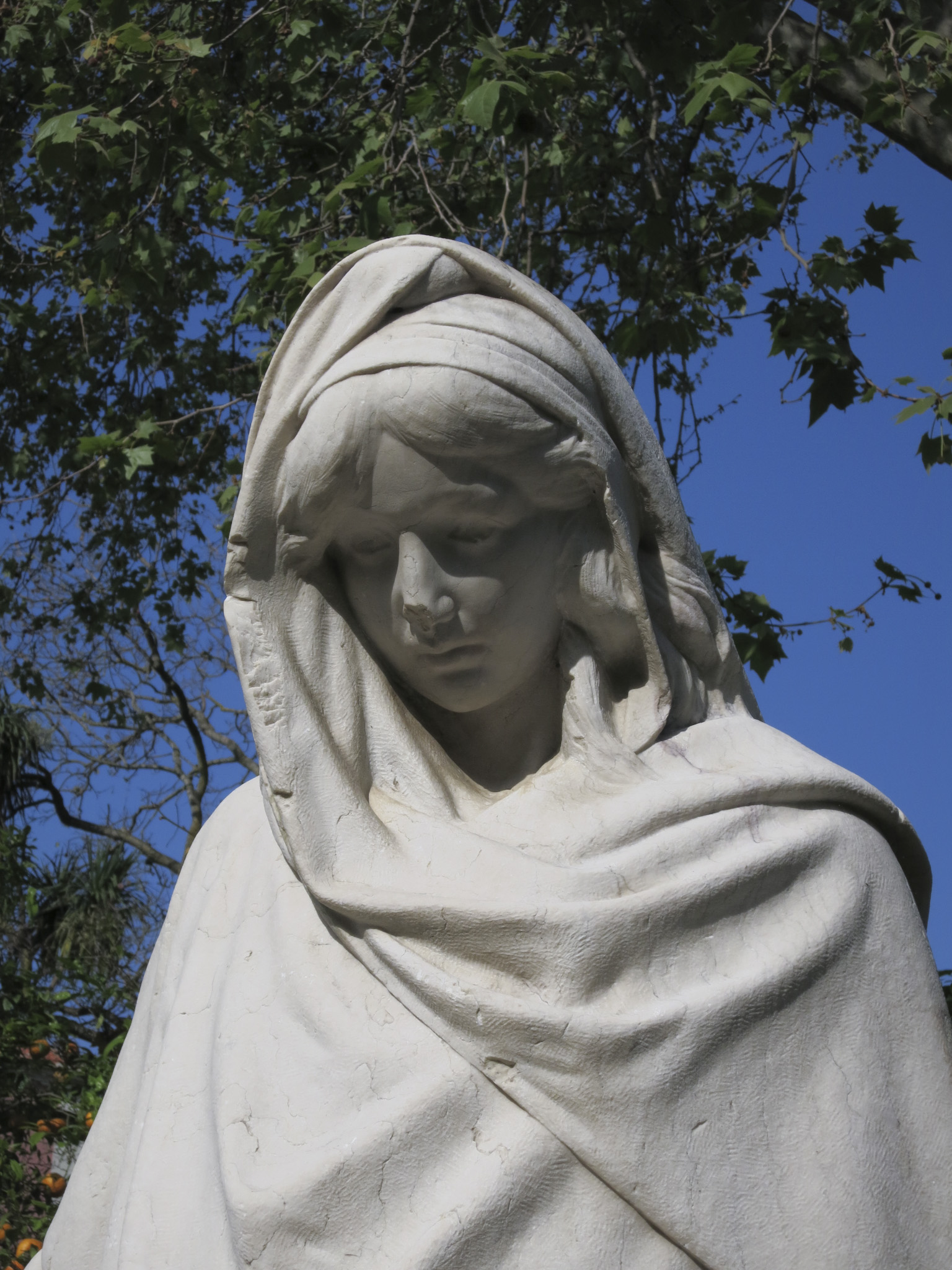
Aos mortos da Grande Guerra, 1924, Cascais
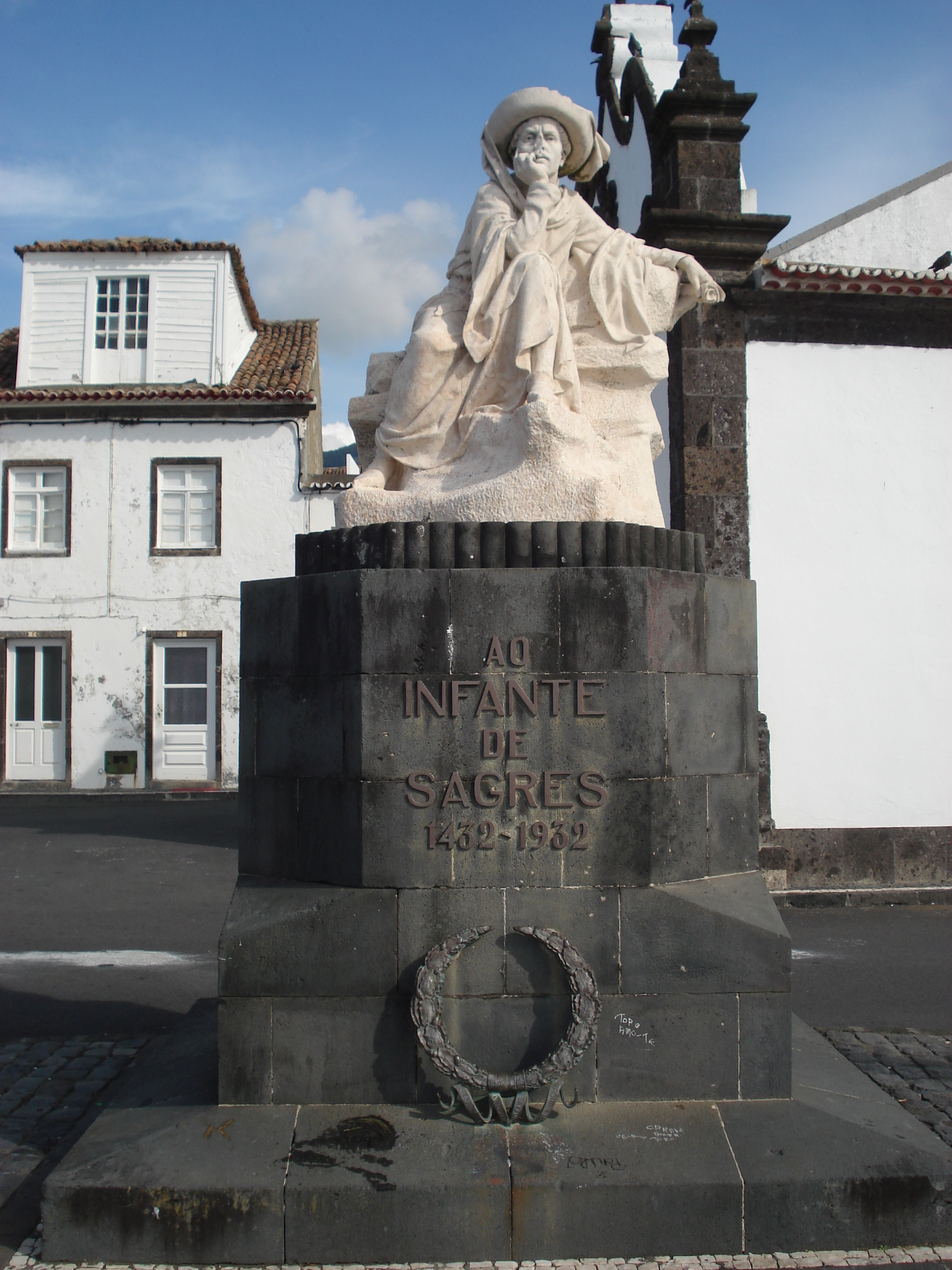
Ao Infante de Sagres, 1932, Vila Franca do Campo
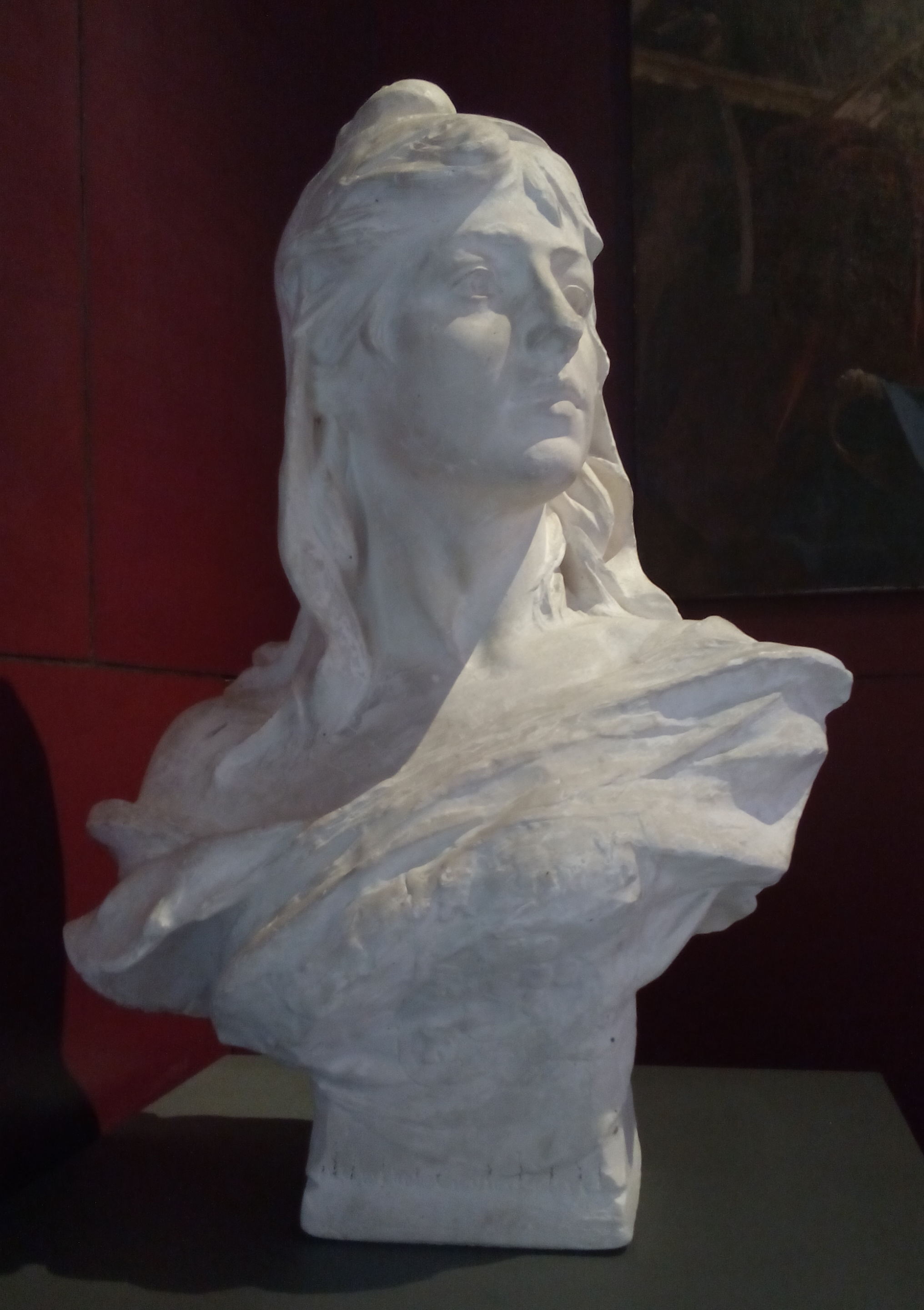
Busto da República, 1908, Museu da Presidência da República
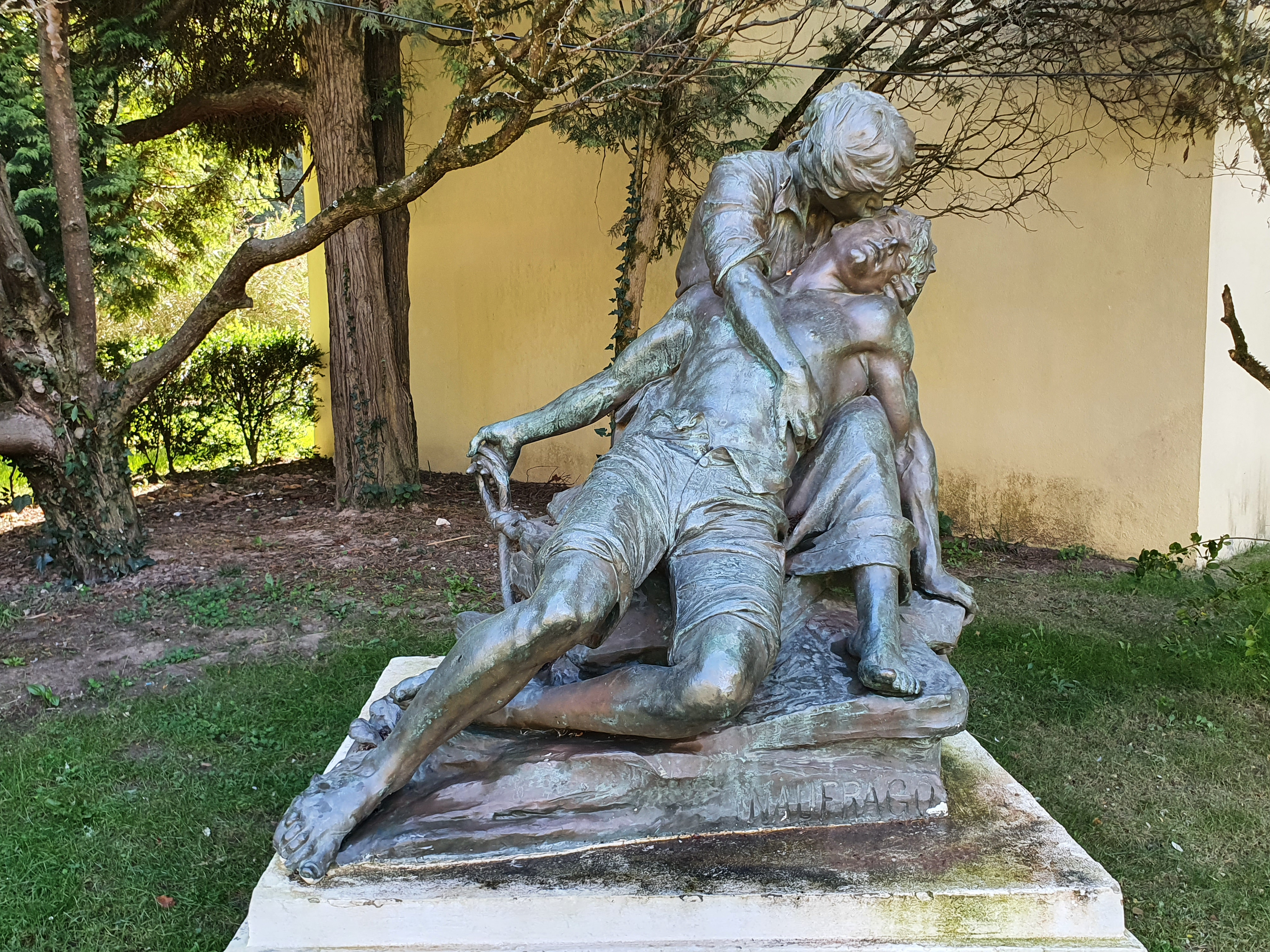
O Naufrago
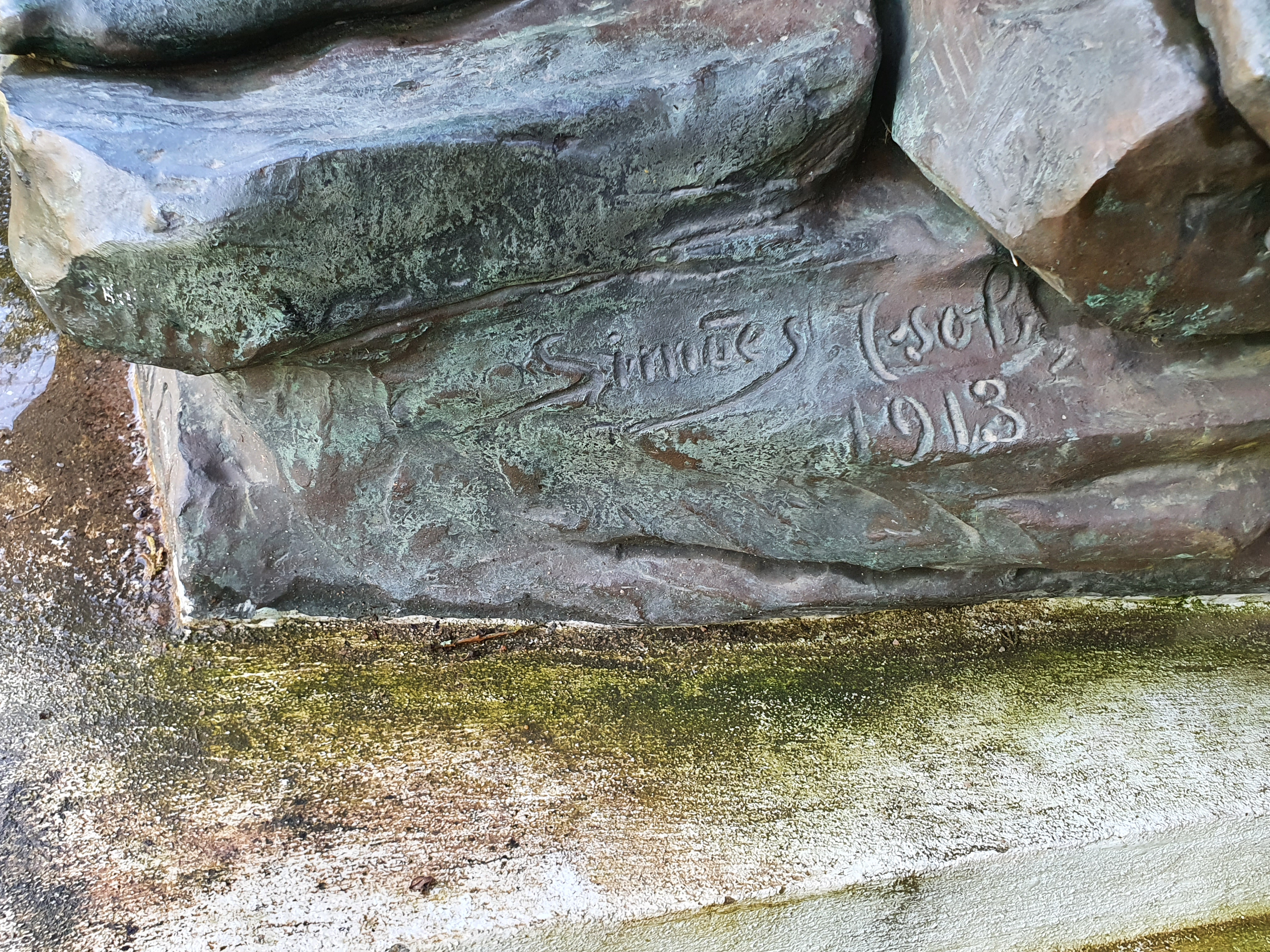
Assinatura de José Simões de Almeida Sobrinho na estátua o Naufrago